# Кайо Відаль
Кайо Відаль Роша (порт. Caio Vidal Rocha, нар. 4 листопада 2000, Форталеза, Бразилія) — бразильський футболіст, вінгер болгарського клубу «Лудогорець».

## Ігрова кар'єра
Кайо Відаль народився у місті Форталеза. Його першим професійним клубом став «Інтернасьйональ», у складі якого він дебютував у бразильській Серії А у листопаді 2020 року. Другу половину сезону 2022 року футболіст провів в оренді у клубі Серії В «Баїя».
У лютому 2023 року Відаль перебрався до Європи, де приєднався до болгарського клубу «Лудогорець». З яким вже у першому сезоні став переможцем Кубка Болгарії. А сам Відаль у фіналі цього турніру відзначився двома переможними голами.

## Титули і досягнення
Лудогорець
 Переможець Кубка Болгарії: 2022/23, 2024/25
 Чемпіон Болгарії: 2022/23, 2023/24, 2024/25
 Переможець Суперкубка Болгарії: 2023, 2024